# Elsa Enäjärvi-Haavio
Elsa Elina Enäjärvi-Haavio, före 1922 Eklund, född 14 oktober 1901 i Vichtis, död 24 januari 1951 i Helsingfors, var en finländsk folklorist. Hon var syster till Jaakko Enäjärvi, ingick 1929 äktenskap med Martti Haavio och var mor till Elina Haavio-Mannila.
Enäjärvi-Haavio blev filosofie doktor 1932 och docent i finsk och jämförande folkdiktsforskning vid Helsingfors universitet 1947. Hon studerade först folklekar och senare den medeltida ballad- och legendtraditionen. Hon skrev bland annat The Game of Rich and Poor (1932), Über die nordischen Kinderspiele (1936) och Ritvalan helkajuhla (1953). Hon var även verksam samt utgav bland annat ett urval estniska noveller, en estnisk lyrikantologi och Emma Irene Åströms memoarer. Hon var en av befolkningsförbundet Väestöliittos stiftare (1941).

## Utmärkelser
- Estlands försvarsförbundets vita kors[4]

[Redigera Wikidata]